# Seán Moore (Politiker)
Seán Moore (* 19. Mai 1913; † 1. Oktober 1986) war ein irischer Politiker der Fianna Fáil.
Moore wurde bei den Wahlen 1965 im Wahlkreis Dublin South-East für die Fianna Fáil in den 18. Dáil Éireann gewählt. Er trat auch bei den folgenden vier Wahlen in diesem Wahlkreis an und konnte sein Mandat jedes Mal verteidigen. Während des 21. Dáil Éireann war er Staatsminister des Taoiseach sowie vom 13. Dezember 1973 bis zum 30. Juni 1981 Staatsminister im Verteidigungsministerium. Im Februar 1982 verlor Moore seinen Sitz im Unterhaus, als er bei den Wahlen zum 22. Dáil unterlag.
Seán Moore gehörte auch dem Stadtrat von Dublin an und bekleidete vom 24. Juni 1963 bis Ende Juni 1964 das Amt des Oberbürgermeisters der Stadt (Lord Mayor of Dublin).